# Управляющая организация
Управля́ющая организа́ция  — юридическое лицо, созданное для управления и/или эксплуатации, технического и санитарного содержания многоквартирных домов на основе возмездного договора с собственниками. В быту часто ошибочно используется термин «управляющая компания», хотя по российскому законодательству так называют компанию по управлению инвестициями.
Целью деятельности управляющей организации является поддержание нормального технического состояния общего имущества многоквартирных жилых домов и их составных частей, а также обеспечение возможности использования общего имущества по его назначению.
Согласно положениям Жилищного Кодекса РФ, управляющая организация является одной из возможных форм управления многоквартирным жилым домом наряду с товариществом собственников жилья и непосредственным управлением.
С организационной точки зрения управляющая организация является посредником между множеством собственников многоквартирного жилого дома и лицами, оказывающими услуги по его содержанию и обслуживанию, в том числе предоставляющими коммунальные услуги. Основными функциями управляющей организации являются:
- формирование единого заказчика перед поставщиками и подрядчиками, действующего в качестве консолидированного представителя всех собственников;
- формирование единого исполнителя перед собственниками дома, действующего в качестве консолидированного представителя всех лиц, оказывающих коммунальные услуги.

В данном аспекте создание управляющей организации обусловлено сложностью заключения и исполнения множества договоров каждым собственником с каждым поставщиком и подрядчиком.
С точки зрения экономики управляющая организация осуществляет аккумулирование денежных средств собственников многоквартирного жилого дома, направляемых на расчёты с поставщиками, содержание и ремонт, а также организует управление денежными потоками. Одной из основных функций управляющей организации является учёт, контроль и расчёты с поставщиками и подрядчиками, включая поставщиков коммунальных ресурсов.
С технической точки зрения управляющая организация осуществляет работы в области обслуживания общего имущества, планирования и осуществления мероприятий эксплуатации и ремонта. Управляющая организация осуществляет накопление информации об обслуживаемом объекте, в том числе ведёт учёт износа, амортизации и накопление имущественных и технических фондов, осуществляет хранение и актуализацию технической документации на объект недвижимости, выполняет функции заказчика (застройщика и технического надзора) строительного контроля в процессе капитального и текущего ремонта, осуществляет аварийно-восстановительный ремонт, является заказчиком мероприятий обследования технического состояния, поддерживает техническое состояние объекта на уровне, предусмотренном проектом с учётом износа. Нормативными актами, регулирующими деятельность управляющей организации в части технической эксплуатации, является Федеральный закон о техническом регулировании и технический регламент о безопасности зданий и сооружений, Градостроительный кодекс Российской Федерации, «Правила и нормы технической эксплуатации жилого фонда» (утвержденные постановлением Госстроя России от 27 сентября 2003 года N 170).

## Государственный и муниципальный надзор
По требованию пункта 2.3 статьи 161 Жилищного Кодекса РФ управляющая организация при управлении многоквартирным домом несет ответственность перед собственниками помещений в многоквартирном доме за оказание всех услуг и (или) выполнение работ, которые обеспечивают надлежащее содержание общего имущества в данном доме и качество которых должно соответствовать требованиям технических регламентов и установленных Правительством Российской Федерации правил содержания общего имущества в многоквартирном доме, за предоставление коммунальных услуг в зависимости от уровня благоустройства данного дома, качество которых должно соответствовать требованиям установленных Правительством Российской Федерации правил предоставления, приостановки и ограничения предоставления коммунальных услуг собственникам и пользователям помещений в многоквартирных домах и жилых домах.
Государственный надзор за деятельностью управляющих организаций в сфере ЖКХ, по требованию Постановления Правительства РФ № 493 «О государственном жилищном надзоре», возложен на Государственную жилищную инспекцию (ГЖИ), которая выдает лицензии управляющим организациям, проводит комплекс мероприятий, задачами которых является предупреждение, выявление и пресечений нарушений по сохранению и безопасности жилищного фонда многоквартирных домов вне зависимости от форм собственности.
Муниципальный контроль осуществляется местным муниципалитетом в лице районной и городской администрации по требованию статьи 17.1 Федерального закон от 06.10.2003 N 131-ФЗ «Об общих принципах организации местного самоуправления в Российской Федерации» (муниципальный контроль распространяется на жилой фонд, с долей муниципального жилфонда).

## История управляющих организаций
С 1921 года в городах[где?] создаются жилищные товарищества, которым передавались муниципализированные строения. Они становятся формой управления жилищным хозяйством, по сути это первый в истории России способ управления жилой недвижимостью, он также является прообразом современных товариществ собственников жилья. Жилищно-арендные кооперативные товарищества (ЖАКТ) с 1924 года становятся основной формой управления. На них возлагалась обязанность восстанавливать хозяйство арендуемых у государства домов, содержать их в нормальном состоянии и удовлетворять потребности своих членов. Ещё в 1927 году жилищно-арендные кооперативные товарищества оценивались как лучшая форма хозяйствования. В 1937 году жилищные товарищества, распоряжавшиеся около 90 % жилищного фонда, были упразднены, и весь фонд перешёл в распоряжение местных советов на основании постановления ЦИК и СНК СССР от 17 октября 1937 г. «О сохранении фонда и улучшении жилищного хозяйства в городах». Вместе с этим право распределения жилой площади и заселения в квартиры также перешло от правления товариществ исполкомам.
Со временем становления государственной системы управления появились жилищно-эксплуатационные конторы (ЖЭК).
Впоследствии, уже в 1980-х годах, жилищно-эксплуатационные конторы преобразовались в дирекции единого заказчика (ДЕЗ).
Со вступлением в силу в марте 2005 года нового Жилищного Кодекса РФ начали появляться предусмотренные им и реформой жилищно-коммунального хозяйства частные управляющие организации. В соответствии с пунктом 2 ст. 161 Жилищного кодекса управляющая организация является одной из трёх возможных форм управления многоквартирным домом наряду с непосредственным управлением собственниками помещений и управлением товариществом собственников жилья либо жилищным кооперативом или иным специализированным потребительским кооперативом.
В связи с тем, что участились жалобы жителей на недобросовестность исполнения управляющими организациями обязательств по эксплуатации и содержанию жилищного фонда, для усиления государственного жилищного надзора с 1 сентября 2014 г. вступил в силу Федеральный закон от 21 июля 2014 г. № 255-ФЗ, направленный на введение лицензирования деятельности по управлению многоквартирными домами. Согласно закону, до 1 мая 2015 года управляющие организации должны были получить лицензию на управление многоквартирными домами. После 1 мая 2015 года осуществление предпринимательской деятельности без лицензии было запрещено.
Лицензии управляющим компаниям ЖКХ выдает орган государственного жилищного надзора (Госжилнадзор). Действие лицензии распространяется только на территорию  того субъекта РФ, где она была выдана и не имеет срока годности (бессрочна).
В соответствии с Федеральным законом:
- Управляющие организации лишаются права управления домом после 2 нарушений, признанных судом;

- Жильцы могут сменить управляющую организацию, своевременно обратившись в госжилинспекцию с жалобами;
- Был введен единый стандарт платежей за услуги ЖКХ;
- Руководители управляющих организаций должны сдать квалификационный экзамен, призванный выявить их компетентность;

В Москве, согласно постановлению Президиума Правительства Москвы от 20 января 2015 года, было принято решение о создании специальной комиссии по лицензированию управляющих организаций. В Москве лицензионная комиссия мэрии состоит из 15 специалистов, включая пятерых представителей СРО, общественных и некоммерческих организаций.  Процесс лицензирования контролирует Мосжилинспекция. Одной из составляющих получения лицензии стала сдача квалификационных экзаменов на знание российского законодательства для руководителей и специалистов управляющих организаций. Такую лицензию получили как российские юридические лица, так и индивидуальные предприниматели.
В 2015 году в Москве было проведено 52 квалификационных экзамена и выдано более 600 аттестатов. На 2015 год в столице работает 503 управляющих организации, обслуживающие более 30 тыс. многоквартирных домов. Среди них — 130 государственных и 373 частных управляющих организаций.
С 2015 года Портал открытых данных города Москвы стал публиковать  как рейтинг, так и антирейтинг управляющих организаций Москвы. Рейтинг был составлен Государственной жилищной инспекцией. Организации оценивались по трём  основным показателям: количество нарушений, уровень надежности и степень удовлетворения населения. А свои жалобы  на управляющие организации жители стали оставлять на интернет-портале «Дома Москвы», также на нём они стали получать сведения о своих управляющих организациях.
После принятия постановления Правительства РФ №191 от 4 марта 2015 года Московские управы стали участвовать в выборе управляющих организаций. До принятия этого постановления Управы могли проверять только основные услуги, такие как уборка подъездов и т.д. После принятия постановления районные власти стали контролировать объём и стоимость дополнительных услуг, которые предоставляет жителям управляющая организация.
С 2018 года на основании пункта 9 статьи 55.25 Градостроительного Кодекса РФ управляющие организации осуществляют обязательное содержание и восстановление тротуарного и дорожного покрытия на придомовой территории.
С 2019 года в рамках проекта «Умный город» в регионах Российской Федерации началось внедрение цифровой платформы для взаимодействия управляющих организаций с жителями «Дом.Контроль». А уже в 2020 году стартовало внедрение аналогичной платформы «Электронный дом» в Москве